# Lemkovie

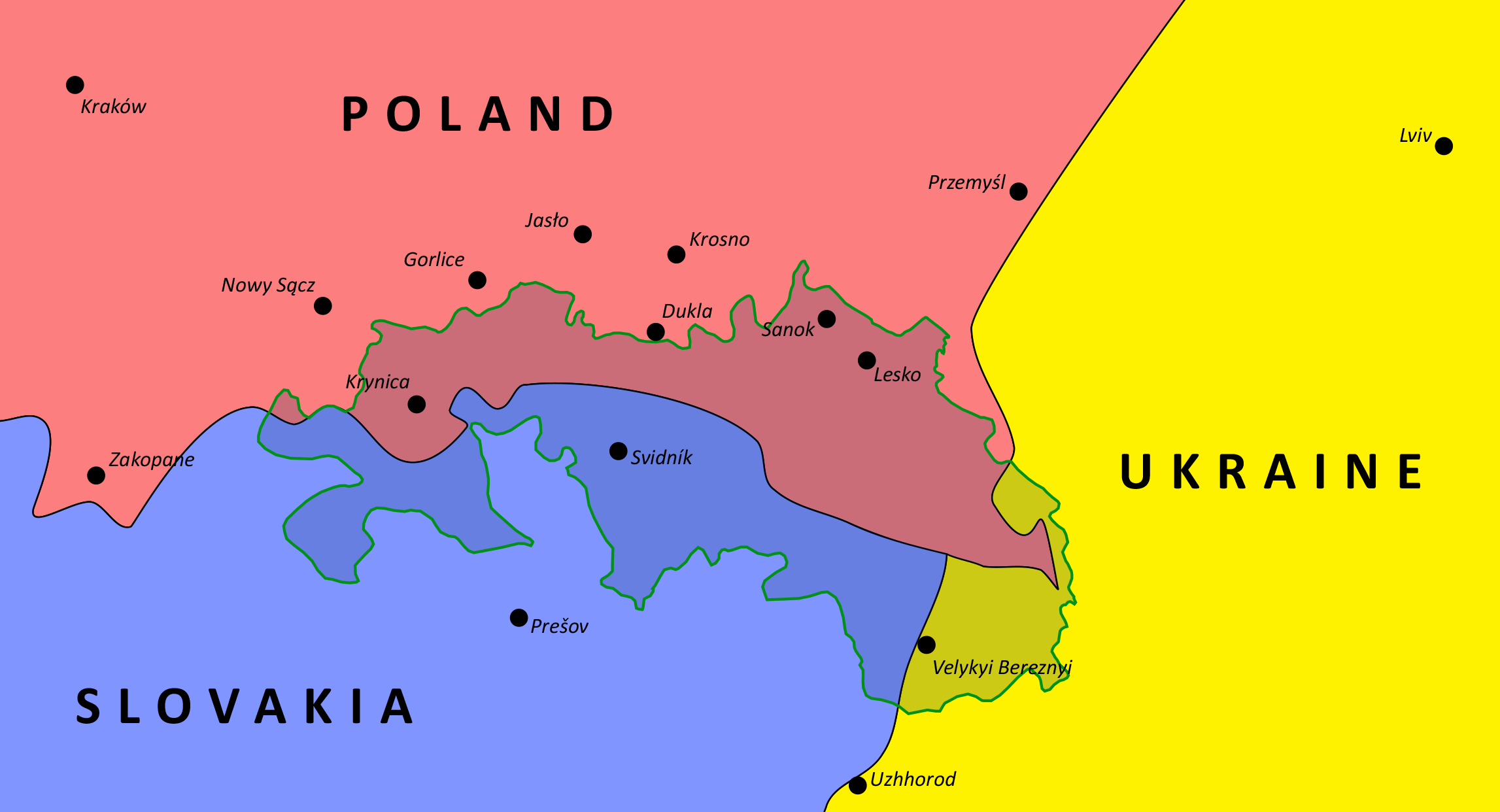
Emplacement de la Lemkovie selon la Fédération mondiale des organisations ukrainiennes lemko

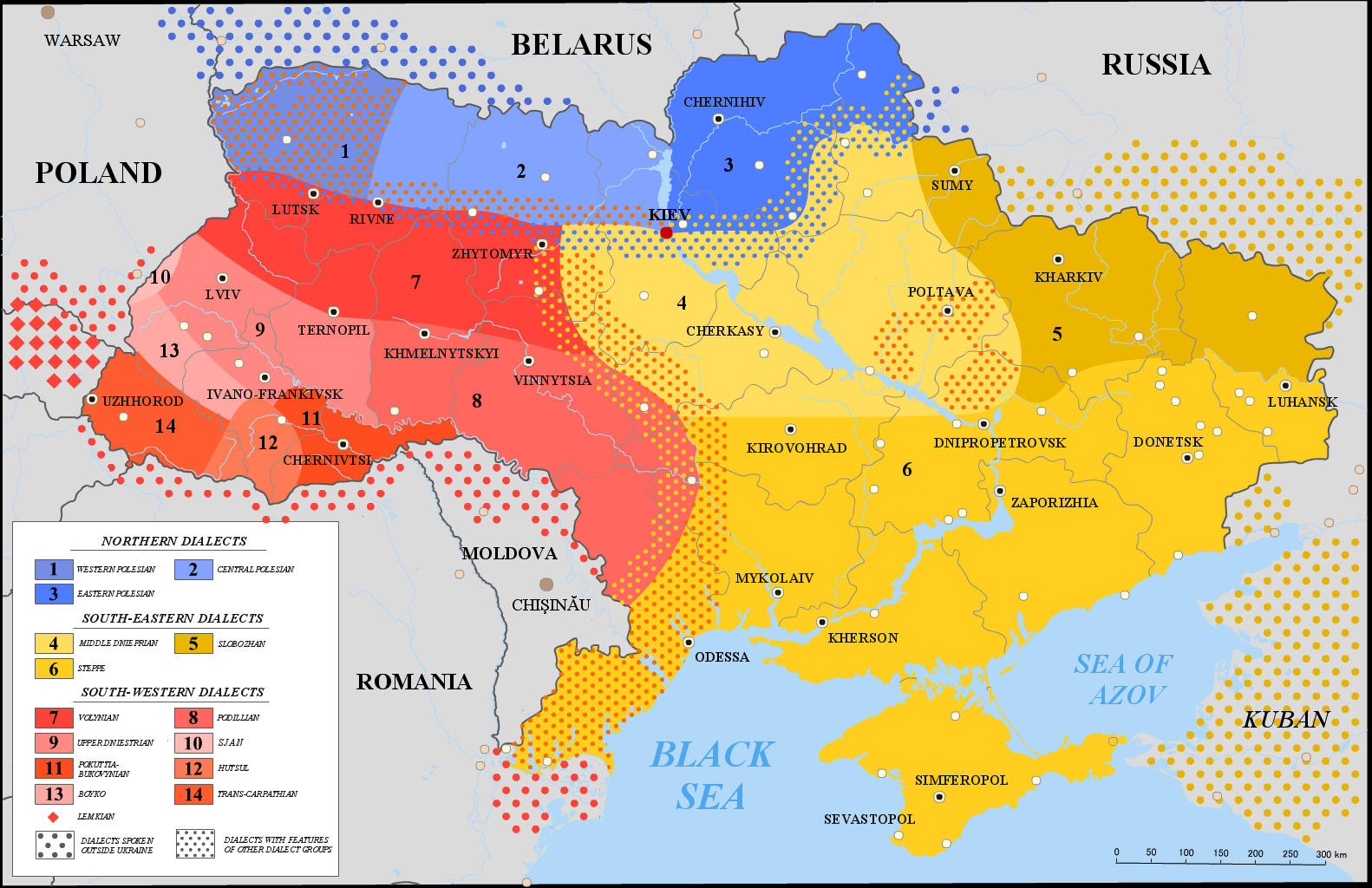
Le dialecte lemkovien est variablement considéré comme une variété de la langue ukrainienne, de la langue ruthène, ou comme étant distinct des deux. Le lemkovien est parlé à la fois dans et hors des frontières de l'Ukraine.

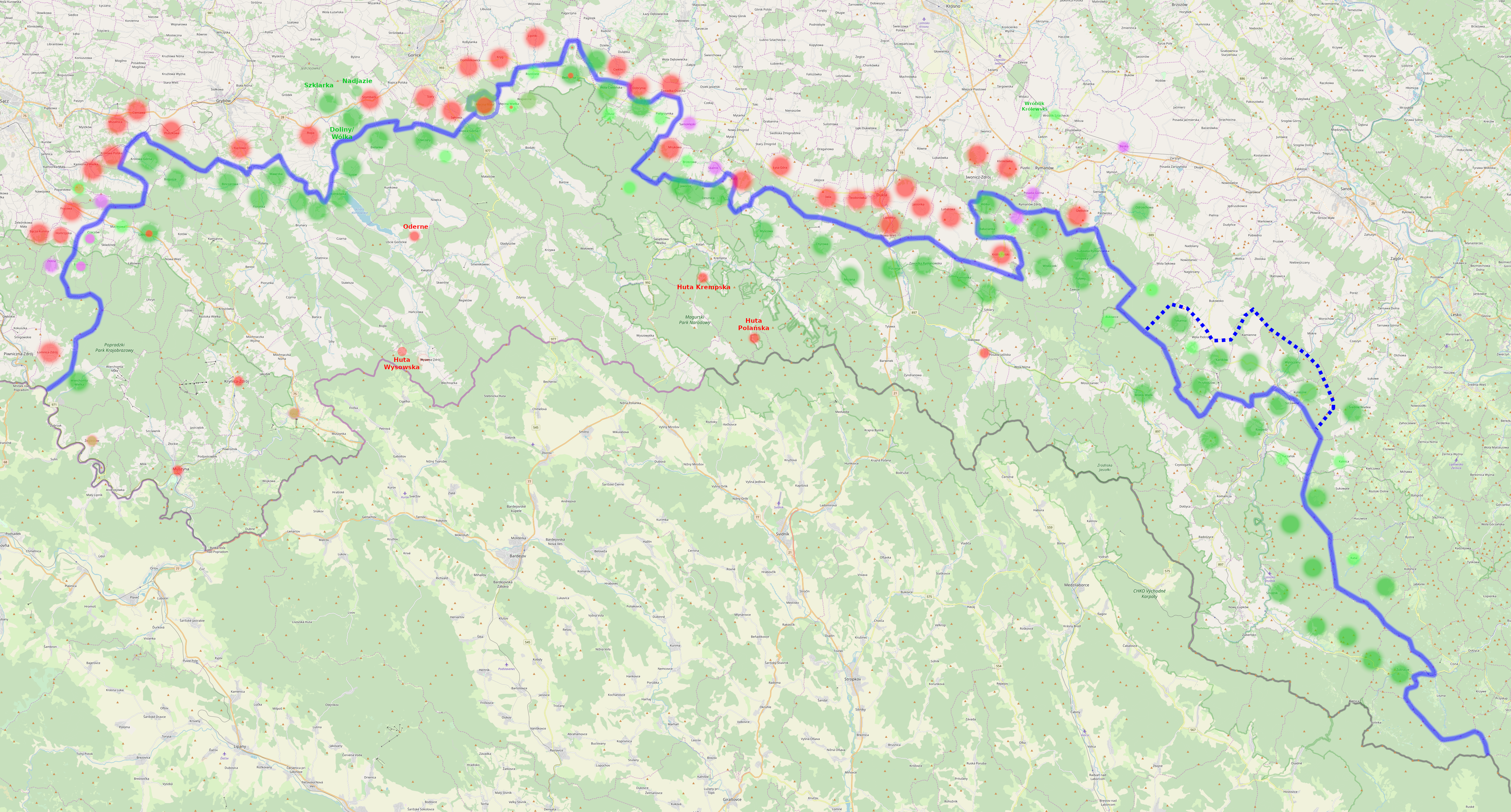
Villages polonais (points rouges) et lemkos (points verts) de part et d'autre de la frontière nord de la Lemkovie, telle que définie par Roman Reinfuss.

La Lemkovie, ou région lemko (en rusyn : Лемковина ; en polonais : Łemkowszczyzna ; en ukrainien : Лемківщина) est une zone ethnographique du sud de la Pologne et du nord-est de la Slovaquie, traditionnellement habitée par le peuple Lemko. Elle s'étend sur environ 140 km de longueur et 25 à 50 km de largeur le long du versant nord des Carpates, suivant la frontière polono-slovaque depuis la rivière Poprad. À l'est, la région est décrite comme se terminant soit linguistiquement entre les rivières Wisłok et Osława, soit ethnographiquement au niveau de la rivière Sanok (selon l'auteur), où elle borde le pays des Boykos. Certains vont même jusqu'à considérer que la Lemkovie s'étend au sud jusqu'à la région de Prešov, en Slovaquie.
Auparavant zone frontalière sous le contrôle nominal de la Grande-Moravie, la Lemkovie devient polonaise sous les Piast. Elle est ensuite intégrée à la province autrichienne de Galicie à la suite du premier partage de la Pologne en 1772. Certaines parties en furent ensuite brièvement indépendantes dans le cadre des République Lemko-Rusyn et République de Komancza, puis annexées à la Pologne de nouveau indépendante en 1919. 
La plupart des Lemkos de Pologne ont été déportés de leur région ancestrale dans le cadre de l'opération Vistule en 1946, et seule une petite partie d'entre eux est demeurée sur place, le reste étant dispersé dans les territoires dits recouvrés.
Le paysage lemkovien est typique des terrains de moyenne montagne, avec des crêtes atteignant 1000 à 1300 m. Seules de petites parties du sud des Basses Beskides et de la région du nord de la rivière San présentent un paysage de basse montagne. Plusieurs des plus hauts sommets de la Pologne actuelle se trouvent en Lemkovie. Plusieurs cols de montagne permettent de faciliter la circulation. 

## Publications
- (pl) Łemkowie Grupa Etniczna czy Naród?, Paul Best
- (en)The Lemkos of Poland, Paul Best et Jarosław Moklak (éditeurs)
- (en)The Lemko Region, 1939–1947 War, Occupation and Deportation, Paul Best et Jarosław Moklak, (éditeurs)  (ISBN 978-1938292033)